# Cyclocephala distincta
Cyclocephala distincta är en skalbaggsart som beskrevs av Hermann Burmeister 1847. Cyclocephala distincta ingår i släktet Cyclocephala och familjen Dynastidae. Inga underarter finns listade i Catalogue of Life.